# Uitzinnig
Uitzinnig è il secondo EP della cantante olandese Froukje, pubblicato il 18 marzo 2022.

## Tracce
Testi e musiche di Froukje Veenstra, eccetto dove indicato.
1. Uitzinnig – 2:51
2. Zonder gezicht (feat. S10) – 2:44 (musica: Froukje Veenstra, Jens van der Meij)
3. Een man die nooit meer huilt – 2:26
4. Niets tussen – 3:00 (musica: Froukje Veenstra, Jens van der Meij)
5. Een teken – 2:13
6. Liever met jou – 3:31

## Classifiche

### Classifiche settimanali
| Classifica (2022) | Posizione massima |
| ----------------- | ----------------- |
| Belgio (Fiandre)  | 24                |
| Paesi Bassi       | 5                 |